# Християни
Християнин е човек, изповядващ християнството, монотеистична религия, основана на живота и учението на Исус Христос, описани в четирите Евангелия от Новия завет.

## Етимология
Гръцката дума Χριστιανός (Християнин) означава „последовател на Христос“ и произлиза от Χριστός (Христос), която означава „Помазаният“.  В гръцката Септуагинта, думата Христос е била използвана за превод на думата на иврит מָשִׁיחַ (Mašíaḥ, месия), което означава „[този, който е] помазан“. В други европейски езици еквивалентните думи, използвани за „християнин“, също произлизат от гръцки, като 'Chrétien' на френски и 'Cristiano' на испански.

### Най-ранни сведения
Първата записана употреба на термина е в Новия Завет в Деяния 11:26, който казва: „...и първо в Антиохия учениците се нарекоха християни.“

### Терминът на иврит
Тъй като припознаването на Иисус като Месията не е прието в юдаизма, терминът в Талмуда за християните на иврит е Notzrim („назаряните“), първоначално произтичащ от факта, че Иисус идва от село Назарет в Израел.

### Терминът на арабски
В арабско-говорещите култури за християни най-често се използват две думи: Nasrani (نصراني), в мн. ч. „Nasara“ (نصارى) – като цяло се счита, че произлиза от Назарет от сирийски (армейски); Masihi (مسيحي), което означава последователи на Месия.